# Saison 2015-2016 du Heat de Miami
La saison 2015-2016 du Heat de Miami est la 28e saison de la franchise en NBA.

## Draft
| Tour | Choix | Joueur          | Poste | Nationalité | Provenance              |
| ---- | ----- | --------------- | ----- | ----------- | ----------------------- |
| 1    | 10    | Justise Winslow | SF    | États-Unis  | Blue Devils de Duke     |
| 2    | 40    | Josh Richardson | SG    | États-Unis  | Volunteers du Tennessee |

## Classements

### Division Sud-Est
| Division Sud-Est     | V  | D  | MJ | V/D  | GB | Dom   | Ext   | Div  | Conf  |
| -------------------- | -- | -- | -- | ---- | -- | ----- | ----- | ---- | ----- |
| Heat de Miami        | 48 | 34 | 82 | .585 | -  | 28-13 | 20-21 | 10-6 | 31-21 |
| Hawks d'Atlanta      | 48 | 34 | 82 | .585 | -  | 27-14 | 21-20 | 8-8  | 29-23 |
| Hornets de Charlotte | 48 | 34 | 82 | .585 | -  | 30-11 | 18-23 | 8-8  | 33-19 |
| Washington Wizards   | 41 | 41 | 82 | .500 | 7  | 22-19 | 19-22 | 10-6 | 30-22 |
| Magic d'Orlando      | 35 | 47 | 82 | .427 | 13 | 23-18 | 12-29 | 4-12 | 21-31 |

### Conférence Est
| Conférence Est | Conférence Est         | Conférence Est | Conférence Est | Conférence Est | Conférence Est | Conférence Est | Conférence Est |
| No             | Franchise              | Vic.           | Déf.           | MJ             | MR             | V/D            | GB             |
| -------------- | ---------------------- | -------------- | -------------- | -------------- | -------------- | -------------- | -------------- |
| 1              | Cavaliers de Cleveland | 57             | 25             | 82             | 2              | .695           | -              |
| 2              | Raptors de Toronto     | 56             | 26             | 82             | 0              | .683           | 1              |
| 3              | Heat de Miami          | 48             | 34             | 82             | 0              | .585           | 9              |
| 4              | Hawks d'Atlanta        | 48             | 34             | 82             | 0              | .585           | 9              |
| 5              | Celtics de Boston      | 48             | 34             | 82             | 0              | .585           | 9              |
| 6              | Hornets de Charlotte   | 48             | 34             | 82             | 0              | .585           | 9              |
| 7              | Pacers de l'Indiana    | 45             | 37             | 82             | 0              | .549           | 12             |
| 8              | Pistons de Détroit     | 44             | 38             | 82             | 0              | .537           | 13             |
|                |                        |                |                |                |                |                |                |
| 9              | Bulls de Chicago       | 42             | 40             | 82             | 0              | .512           | 15             |
| 10             | Wizards de Washington  | 41             | 41             | 82             | 0              | .500           | 16             |
| 11             | Magic d'Orlando        | 35             | 47             | 82             | 0              | .427           | 22             |
| 12             | Bucks de Milwaukee     | 33             | 49             | 82             | 0              | .402           | 24             |
| 13             | Knicks de New York     | 32             | 50             | 82             | 0              | .390           | 25             |
| 14             | Nets de Brooklyn       | 21             | 61             | 82             | 0              | .256           | 36             |
| 15             | 76ers de Philadelphie  | 10             | 72             | 82             | 0              | .120           | 47             |

## Pré-saison
| Pré-saison Total : 1-3 (Domicile : 1-2 ; Extérieur : 0-1) |

| Match | Date match | Équipe        | Score        | Meilleur marqueur    | Meilleur rebondeur    | Meilleur passeur | Lieux Spectateurs              | Série |
| ----- | ---------- | ------------- | ------------ | -------------------- | --------------------- | ---------------- | ------------------------------ | ----- |
| 1     | 4 octobre  | Charlotte     | D 77-90      | Chris Bosh (14)      | Chris Bosh (7)        | Goran Dragić (6) | American Airlines Arena 19 600 | 0 - 1 |
| 2     | 7 octobre  | Orlando       | D 97-100     | Chris Bosh (18)      | Luol Deng (6)         | Dwyane Wade (6)  | KFC Yum! Center 6 123          | 0 - 2 |
| 3     | 12 octobre | San Antonio   | V 97-94      | Gerald Green (17)    | 3 joueurs (7)         | Goran Dragić (3) | American Airlines Arena 19 600 | 1 - 2 |
| 4     | 13 octobre | @ Orlando     | D 92-95 (OT) | Josh Richardson (18) | Greg Whittington (12) | Tre Kelley (7)   | Amway Center 16 105            | 1 - 3 |
| 5     | 17 octobre | @ Houston     |              |                      |                       |                  | Toyota Center                  | -     |
| 6     | 18 octobre | @ Atlanta     |              |                      |                       |                  | Philips Arena                  | -     |
| 7     | 22 octobre | Washington    |              |                      |                       |                  | American Airlines Arena        | -     |
| 8     | 23 octobre | @ New Orleans |              |                      |                       |                  | Smoothie King Center           | -     |

## Saison régulière
| Saison régulière Total : 48-34 (Domicile : 28-13 ; Extérieur : 20-21) |

| Match | Date match | Équipe      | Score    | Meilleur marqueur | Meilleur rebondeur   | Meilleur passeur | Lieux Spectateurs              | Série |
| ----- | ---------- | ----------- | -------- | ----------------- | -------------------- | ---------------- | ------------------------------ | ----- |
| 1     | 29 octobre | Charlotte   | V 104-94 | Chris Bosh (21)   | Chris Bosh (10)      | Goran Dragić (6) | American Airlines Arena 19 724 | 1 - 0 |
| 2     | 31 octobre | @ Cleveland | D 92-102 | Dwyane Wade (25)  | Hassan Whiteside (8) | Goran Dragić (6) | Quicken Loans Arena 20 562     | 1 - 1 |

| Match | Date match   | Équipe       | Score     | Meilleur marqueur     | Meilleur rebondeur    | Meilleur passeur   | Lieux Spectateurs              | Série  |
| ----- | ------------ | ------------ | --------- | --------------------- | --------------------- | ------------------ | ------------------------------ | ------ |
| 3     | 1er novembre | Houston      | V 109-89  | Hassan Whiteside (25) | Hassan Whiteside (15) | Dwyane Wade (8)    | American Airlines Arena 19 600 | 2 - 1  |
| 4     | 3 novembre   | Atlanta      | D 92-98   | Hassan Whiteside (23) | Bosh, Whiteside (14)  | Chalmers, Wade (3) | American Airlines Arena 19 600 | 2 - 2  |
| 5     | 5 novembre   | @ Minnesota  | V 96-84   | Dwyane Wade (25)      | Dwyane Wade (12)      | Tyler Johnson (3)  | Target Center 11 794           | 3 - 2  |
| 6     | 6 novembre   | @ Indiana    | D 87-90   | Chris Bosh (21)       | Hassan Whiteside (12) | Dwyane Wade (6)    | Bankers Life Fieldhouse 16 914 | 3 - 3  |
| 7     | 8 novembre   | Toronto      | V 96-76   | Chris Bosh (23)       | Hassan Whiteside (11) | Mario Chalmers (8) | American Airlines Arena 19 600 | 4 - 3  |
| 8     | 10 novembre  | L.A. Lakers  | V 101-88  | Chris Bosh (30)       | Hassan Whiteside (15) | Dwyane Wade (6)    | American Airlines Arena 19 825 | 5 - 3  |
| 9     | 12 novembre  | Utah         | V 92-91   | Chris Bosh (25)       | Hassan Whiteside (15) | Bosh, Dragić (4)   | American Airlines Arena 19 600 | 6 - 3  |
| 10    | 17 novembre  | Minnesota    | D 91-103  | Hassan Whiteside (22) | Hassan Whiteside (14) | Goran Dragić (9)   | American Airlines Arena 19 600 | 6 - 4  |
| 11    | 19 novembre  | Sacramento   | V 116-109 | Dwyane Wade (24)      | Chris Bosh (12)       | Dragić, Wade (6)   | American Airlines Arena 19 600 | 7 - 4  |
| 12    | 21 novembre  | Philadelphie | V 96-91   | Dwyane Wade (27)      | Chris Bosh (11)       | 3 joueurs (4)      | American Airlines Arena 19 673 | 8 - 4  |
| 13    | 23 novembre  | New York     | V 95-78   | Bosh, Wade (16)       | Hassan Whiteside (11) | Dragić, Wade (5)   | American Airlines Arena 19 777 | 9 - 4  |
| 14    | 25 novembre  | @ Détroit    | D 81-104  | Gerald Green (16)     | Hassan Whiteside (13) | 3 joueurs (4)      | Palace of Auburn Hills 15 119  | 9 - 5  |
| 15    | 27 novembre  | @ New York   | V 97-78   | Gerald Green (25)     | Hassan Whiteside (14) | 4 joueurs (3)      | Madison Square Garden 19 812   | 10 - 5 |
| 16    | 30 novembre  | Boston       | D 95-105  | Dwyane Wade (30)      | Chris Bosh (10)       | Chris Bosh (5)     | American Airlines Arena 19 600 | 10 - 6 |

| Match | Date match  | Équipe        | Score        | Meilleur marqueur  | Meilleur rebondeur     | Meilleur passeur | Lieux Spectateurs              | Série   |
| ----- | ----------- | ------------- | ------------ | ------------------ | ---------------------- | ---------------- | ------------------------------ | ------- |
| 17    | 3 décembre  | Oklahoma City | V 97-95      | Dwyane Wade (28)   | Bosh, Whiteside (8)    | Goran Dragić (7) | American Airlines Arena 19 600 | 11 - 6  |
| 18    | 5 décembre  | Cleveland     | V 99-84      | Johnson, Wade (19) | Hassan Whiteside (8)   | Goran Dragić (8) | American Airlines Arena 19 600 | 12 - 6  |
| 19    | 7 décembre  | Washington    | D 103-114    | Dwyane Wade (26)   | Chris Bosh (9)         | Dragić, Wade (9) | American Airlines Arena 19 600 | 12 - 7  |
| 20    | 9 décembre  | @ Charlotte   | D 81-99      | Tyler Johnson (20) | Whiteside, Winslow (8) | Dwyane Wade (4)  | Time Warner Cable Arena 17 404 | 12 - 8  |
| 21    | 11 décembre | @ Indiana     | D 83-96      | Chris Bosh (23)    | Bosh, Whiteside (10)   | Goran Dragić (7) | Bankers Life Fieldhouse 18 165 | 12 - 9  |
| 22    | 13 décembre | Memphis       | V 100-97     | Chris Bosh (22)    | Hassan Whiteside (11)  | Goran Dragić (8) | American Airlines Arena 19 813 | 13 - 9  |
| 23    | 14 décembre | @ Atlanta     | V 100-88     | Chris Bosh (24)    | Hassan Whiteside (13)  | Goran Dragić (8) | Philips Arena 15 039           | 14 - 9  |
| 24    | 16 décembre | @ Brooklyn    | V 104-98     | Dwyane Wade (28)   | Hassan Whiteside (13)  | Goran Dragić (6) | Barclays Center 15 113         | 15 - 9  |
| 25    | 18 décembre | Toronto       | D 94-108     | Dwyane Wade (21)   | Hassan Whiteside (13)  | Dragić, Wade (5) | American Airlines Arena 19 600 | 15 - 10 |
| 26    | 20 décembre | Portland      | V 116-109    | Chris Bosh (29)    | Hassan Whiteside (11)  | Goran Dragić (8) | American Airlines Arena 19 600 | 16 - 10 |
| 27    | 22 décembre | Détroit       | D 92-93      | Chris Bosh (20)    | Hassan Whiteside (16)  | Beno Udrih (6)   | American Airlines Arena 19 901 | 16 - 11 |
| 28    | 25 décembre | New Orleans   | V 94-88 (OT) | Chris Bosh (30)    | Hassan Whiteside (17)  | Goran Dragić (6) | American Airlines Arena 19 845 | 17 - 11 |
| 29    | 26 décembre | @ Orlando     | V 108-101    | Bosh, Wade (24)    | Chris Bosh (10)        | Dwyane Wade (6)  | Amway Center 18 846            | 18 - 11 |
| 30    | 28 décembre | Brooklyn      | D 105-111    | Chris Bosh (24)    | Chris Bosh (12)        | Dwyane Wade (6)  | American Airlines Arena 19 975 | 18 - 12 |
| 31    | 29 décembre | @ Memphis     | D 90-99 (OT) | Dwyane Wade (19)   | Hassan Whiteside (11)  | Dragić, Wade (5) | FedExForum 18 119              | 18 - 13 |

| Match | Date match  | Équipe           | Score          | Meilleur marqueur     | Meilleur rebondeur      | Meilleur passeur     | Lieux Spectateurs                 | Série   |
| ----- | ----------- | ---------------- | -------------- | --------------------- | ----------------------- | -------------------- | --------------------------------- | ------- |
| 32    | 1er janvier | Dallas           | V 106-82       | Hassan Whiteside (25) | Hassan Whiteside (19)   | Dragić, Wade (7)     | American Airlines Arena 19 748    | 19 - 13 |
| 33    | 3 janvier   | @ Washington     | V 97-75        | Chris Bosh (23)       | Hassan Whiteside (13)   | Beno Udrih (6)       | Verizon Center 17 793             | 20 - 13 |
| 34    | 4 janvier   | Indiana          | V 103-100 (OT) | Chris Bosh (31)       | Chris Bosh (11)         | Goran Dragić (4)     | American Airlines Arena 19 874    | 21 - 13 |
| 35    | 6 janvier   | New York         | D 90-98        | Chris Bosh (28)       | Hassan Whiteside (6)    | Dwyane Wade (6)      | American Airlines Arena 19 987    | 21 - 14 |
| 36    | 8 janvier   | @ Phoenix        | V 103-95       | Dwyane Wade (27)      | Justise Winslow (10)    | Goran Dragić (7)     | Talking Stick Resort Arena 16 866 | 22 - 14 |
| 37    | 9 janvier   | @ Utah           | D 83-98        | Chris Bosh (24)       | Hassan Whiteside (11)   | Udrih, Wade (4)      | Vivint Smart Home Arena 19 911    | 22 - 15 |
| 38    | 11 janvier  | @ Golden State   | D 103-111      | Dwyane Wade (20)      | Chris Bosh (12)         | Dwyane Wade (11)     | Oracle Arena 19 596               | 22 - 16 |
| 39    | 13 janvier  | @ L. A. Clippers | D 90-104       | Gerald Green (19)     | Chris Bosh (12)         | Chris Bosh (7)       | Staples Center 19 194             | 22 - 17 |
| 40    | 15 janvier  | @ Denver         | V 98-95        | Chris Bosh (24)       | Hassan Whiteside (17)   | Beno Udrih (11)      | Pepsi Center 15 406               | 23 - 17 |
| 41    | 17 janvier  | @ Oklahoma City  | D 74-99        | Dwyane Wade (22)      | Hassan Whiteside (11)   | Tyler Johnson (4)    | Chesapeake Energy Arena 18 203    | 23 - 18 |
| 42    | 19 janvier  | Milwaukee        | D 79-91        | Bosh, Whiteside (23)  | Hassan Whiteside (18)   | Dwyane Wade (4)      | American Airlines Arena 19 886    | 23 - 19 |
| 43    | 20 janvier  | @ Washington     | D 87-106       | Chris Bosh (18)       | Luol Deng (8)           | Justise Winslow (6)  | Verizon Center 17 008             | 23 - 20 |
| 44    | 22 janvier  | @ Toronto        | D 81-101       | Chris Bosh (26)       | Udonis Haslem (9)       | Richardson, Wade (4) | Centre Air Canada 19 800          | 23 - 21 |
| 45    | 25 janvier  | @ Chicago        | V 89-84        | Dwyane Wade (28)      | Amar'e Stoudemire (10)  | Dwyane Wade (5)      | United Center 21 720              | 24 - 21 |
| 46    | 26 janvier  | @ Brooklyn       | V 102-98       | Dwyane Wade (27)      | Stoudemire, Winslow (7) | Dwyane Wade (8)      | Barclays Center 15 267            | 25 - 21 |
| 47    | 29 janvier  | @ Milwaukee      | V 107-103      | Dwyane Wade (24)      | Amar'e Stoudemire (8)   | Goran Dragić (8)     | BMO Harris Bradley Center 17 846  | 26 - 21 |
| 48    | 31 janvier  | Atlanta          | V 105-87       | Deng, Wade (17)       | Amar'e Stoudemire (12)  | Dwyane Wade (8)      | American Airlines Arena 19 937    | 27 - 21 |

| Match               | Date match | Équipe         | Score         | Meilleur marqueur | Meilleur rebondeur      | Meilleur passeur  | Lieux Spectateurs               | Série   |
| ------------------- | ---------- | -------------- | ------------- | ----------------- | ----------------------- | ----------------- | ------------------------------- | ------- |
| 49                  | 2 février  | @ Houston      | D 102-115     | Luol Deng (17)    | Amar'e Stoudemire (10)  | Goran Dragić (6)  | Toyota Center 18 229            | 27 - 22 |
| 50                  | 3 février  | @ Dallas       | V 93-90       | Chris Bosh (20)   | Hassan Whiteside (9)    | Goran Dragić (7)  | American Airlines Center 20 385 | 28 - 22 |
| 51                  | 5 février  | @ Charlotte    | V 98-95       | Dwyane Wade (22)  | Whiteside, Winslow (10) | Goran Dragić (9)  | Time Warner Cable Arena 19 147  | 29 - 22 |
| 52                  | 7 février  | L. A. Clippers | D 93-100      | 3 joueurs (17)    | Whiteside, Winslow (10) | Goran Dragić (5)  | American Airlines Arena 19 624  | 29 - 23 |
| 53                  | 9 février  | San Antonio    | D 101-119     | Dwyane Wade (20)  | Amar'e Stoudemire (8)   | Goran Dragić (6)  | American Airlines Arena 19 723  | 29 - 24 |
| All-Star Break 2016 |            |                |               |                   |                         |                   |                                 |         |
| 54                  | 19 février | @ Atlanta      | V 115-111     | Luol Deng (30)    | Luol Deng (11)          | Goran Dragić (12) | Philips Arena 19 043            | 30 - 24 |
| 55                  | 20 février | Washington     | V 114-94      | Luol Deng (27)    | Hassan Whiteside (23)   | Goran Dragić (8)  | American Airlines Arena 19 710  | 31 - 24 |
| 56                  | 22 février | Indiana        | V 101-93 (OT) | Goran Dragić (24) | Luol Deng (16)          | Goran Dragić (5)  | American Airlines Arena 19 600  | 32 - 24 |
| 57                  | 24 février | Golden State   | D 112-118     | Dwyane Wade (32)  | Hassan Whiteside (13)   | Dragić, Wade (7)  | American Airlines Arena 19 899  | 32 - 25 |
| 58                  | 27 février | @ Boston       | D 89-101      | Goran Dragić (21) | Deng, Whiteside (12)    | Goran Dragić (5)  | TD Garden 18 624                | 32 - 26 |
| 59                  | 28 février | @ New York     | V 98-81       | Dwyane Wade (26)  | Justise Winslow (13)    | Dragić, Wade (6)  | Madison Square Garden 19 812    | 33 - 26 |

| Match | Date match | Équipe         | Score          | Meilleur marqueur     | Meilleur rebondeur    | Meilleur passeur  | Lieux Spectateurs                | Série   |
| ----- | ---------- | -------------- | -------------- | --------------------- | --------------------- | ----------------- | -------------------------------- | ------- |
| 60    | 1er mars   | Chicago        | V 129-111      | Hassan Whiteside (26) | Hassan Whiteside (14) | Goran Dragić (11) | American Airlines Arena 19 654   | 34 - 26 |
| 61    | 3 mars     | Phoenix        | V 108-92       | Dwyane Wade (27)      | Hassan Whiteside (11) | Dwyane Wade (7)   | American Airlines Arena 19 600   | 35 - 26 |
| 62    | 4 mars     | @ Philadelphie | V 112-102      | Dwyane Wade (21)      | Hassan Whiteside (19) | Goran Dragić (11) | Wells Fargo Center 17 610        | 36 - 26 |
| 63    | 6 mars     | Philadelphie   | V 103-98       | Dragić, Wade (23)     | Luol Deng (14)        | Goran Dragić (5)  | American Airlines Arena 19 820   | 37 - 26 |
| 64    | 9 mars     | @ Milwaukee    | D 108-114      | Hassan Whiteside (23) | Hassan Whiteside (13) | Dragić, Wade (6)  | BMO Harris Bradley Center 15 005 | 37 - 27 |
| 65    | 11 mars    | @ Chicago      | V 118-96       | Goran Dragić (26)     | Hassan Whiteside (16) | Goran Dragić (9)  | United Center 22 067             | 38 - 27 |
| 66    | 12 mars    | @ Toronto      | D 104-112 (OT) | Joe Johnson (28)      | Hassan Whiteside (11) | Goran Dragić (9)  | Centre Air Canada 19 800         | 38 - 28 |
| 67    | 14 mars    | Denver         | V 124-119      | Justise Winslow (20)  | Hassan Whiteside (10) | Goran Dragić (8)  | American Airlines Arena 19 744   | 39 - 28 |
| 68    | 17 mars    | Charlotte      | D 106-109      | Luol Deng (22)        | Luol Deng (9)         | Goran Dragić (8)  | American Airlines Arena 19 848   | 39 - 29 |
| 69    | 19 mars    | Cleveland      | V 122-101      | Dwyane Wade (24)      | Hassan Whiteside (13) | Goran Dragić (11) | American Airlines Arena 19 737   | 40 - 29 |
| 70    | 22 mars    | @ New Orleans  | V 122-101      | Hassan Whiteside (24) | Hassan Whiteside (14) | Goran Dragić (5)  | Smoothie King Center 16 867      | 41 - 29 |
| 71    | 23 mars    | @ San Antonio  | D 88-112       | Josh Richardson (17)  | Hassan Whiteside (14) | Joe Johnson (5)   | AT&T Center 18 418               | 41 - 30 |
| 72    | 25 mars    | Orlando        | V 108-97       | Hassan Whiteside (26) | Luol Deng (13)        | Goran Dragić (8)  | American Airlines Arena 19 918   | 42 - 30 |
| 73    | 28 mars    | Brooklyn       | V 110-99       | Dwyane Wade (30)      | Hassan Whiteside (8)  | Dwyane Wade (9)   | American Airlines Arena 20 003   | 43 - 30 |
| 74    | 30 mars    | @ L. A. Lakers | D 100-102 (OT) | Dwyane Wade (26)      | Hassan Whiteside (17) | Goran Dragić (9)  | Staples Center 18 997            | 43 - 31 |

| Match | Date match | Équipe       | Score     | Meilleur marqueur     | Meilleur rebondeur     | Meilleur passeur    | Lieux Spectateurs              | Série   |
| ----- | ---------- | ------------ | --------- | --------------------- | ---------------------- | ------------------- | ------------------------------ | ------- |
| 75    | 1er avril  | @ Sacramento | V 112-106 | Gerald Green (30)     | Hassan Whiteside (13)  | Joe Johnson (8)     | Sleep Train Arena 17 317       | 44 - 31 |
| 76    | 2 avril    | @ Portland   | D 93-110  | Hassan Whiteside (20) | Deng, Whiteside (13)   | Josh Richardson (4) | Moda Center 19 633             | 44 - 32 |
| 77    | 5 avril    | Détroit      | V 107-89  | Goran Dragić (22)     | Hassan Whiteside (12)  | Goran Dragić (8)    | American Airlines Arena 19 621 | 45 - 32 |
| 78    | 7 avril    | Chicago      | V 106-98  | Dwyane Wade (21)      | Dragić, Whiteside (12) | 3 joueurs (4)       | American Airlines Arena 19 771 | 46 - 32 |
| 79    | 8 avril    | @ Orlando    | D 109-112 | Dwyane Wade (17)      | Hassan Whiteside (16)  | Goran Dragić (6)    | Amway Center 18 152            | 46 - 33 |
| 80    | 10 avril   | Orlando      | V 118-96  | Luol Deng (20)        | Hassan Whiteside (15)  | Goran Dragić (6)    | American Airlines Arena 19 913 | 47 - 33 |
| 81    | 12 avril   | @ Détroit    | V 99-93   | Joe Johnson (25)      | Luol Deng (10)         | Joe Johnson (5)     | Palace of Auburn Hills 18 575  | 48 - 33 |
| 82    | 12 avril   | @ Boston     | D 88-98   | Joe Johnson (19)      | Justise Winslow (10)   | Dwyane Wade (5)     | TD Garden 18 624               | 48 - 34 |

## Playoffs
| Saison régulière Total: 7-7 (Domicile : 5-2 ; Extérieur : 2-5) |

| Match | Date match | Équipe      | Score     | Meilleur marqueur | Meilleur rebondeur    | Meilleur passeur  | Lieux Spectateurs              | Série |
| ----- | ---------- | ----------- | --------- | ----------------- | --------------------- | ----------------- | ------------------------------ | ----- |
| 1     | 17 avril   | Charlotte   | V 123-91  | Luol Deng (31)    | Hassan Whiteside (11) | Goran Dragić (10) | American Airlines Arena 19 600 | 1 - 0 |
| 2     | 20 avril   | Charlotte   | V 115-103 | Dwyane Wade (26)  | Hassan Whiteside (13) | Dwyane Wade (8)   | American Airlines Arena 19 650 | 2 - 0 |
| 3     | 23 avril   | @ Charlotte | D 80-96   | Luol Deng (19)    | Hassan Whiteside (18) | Goran Dragić (4)  | Time Warner Cable Arena 19 604 | 2 - 1 |
| 4     | 25 avril   | @ Charlotte | D 85-89   | Joe Johnson (16)  | 4 joueurs (7)         | Dwyane Wade (10)  | Time Warner Cable Arena 19 156 | 2 - 2 |
| 5     | 27 avril   | Charlotte   | D 88-90   | Dwyane Wade (25)  | Hassan Whiteside (12) | Dwyane Wade (4)   | American Airlines Arena 19 685 | 2 - 3 |
| 6     | 29 avril   | @ Charlotte | V 97-90   | Dwyane Wade (23)  | 3 joueurs (7)         | Dwyane Wade (4)   | Time Warner Cable Arena 19 636 | 3 - 3 |
| 7     | 1er mai    | Charlotte   | V 97-90   | Goran Dragić (25) | Hassan Whiteside (12) | 3 joueurs (4)     | American Airlines Arena 19 685 | 4 - 3 |

| Match | Date match | Équipe    | Score         | Meilleur marqueur | Meilleur rebondeur    | Meilleur passeur  | Lieux Spectateurs              | Série |
| ----- | ---------- | --------- | ------------- | ----------------- | --------------------- | ----------------- | ------------------------------ | ----- |
| 1     | 3 mai      | @ Toronto | V 102-96 (OT) | Goran Dragić (26) | Hassan Whiteside (17) | Dwyane Wade (4)   | Centre Air Canada 19 800       | 1 - 0 |
| 2     | 5 mai      | @ Toronto | D 92-96 (OT)  | Goran Dragić (20) | Hassan Whiteside (13) | Joe Johnson (4)   | Centre Air Canada 20 906       | 1 - 1 |
| 3     | 7 mai      | Toronto   | D 91-95       | Dwyane Wade (38)  | Dwyane Wade (8)       | Dwyane Wade (4)   | American Airlines Arena 19 675 | 1 - 2 |
| 4     | 9 mai      | Toronto   | V 94-87 (OT)  | Dwyane Wade (30)  | Luol Deng (9)         | Goran Dragić (4)  | American Airlines Arena 19 600 | 2 - 2 |
| 5     | 11 mai     | @ Toronto | D 91-99       | Dwyane Wade (20)  | Joe Johnson (8)       | Johnson, Wade (4) | Centre Air Canada 20 155       | 2 - 3 |
| 6     | 13 mai     | Toronto   | V 103-91      | Goran Dragić (30) | Goran Dragić (7)      | Dwyane Wade (5)   | American Airlines Arena 15 797 | 3 - 3 |
| 7     | 15 mai     | @ Toronto | D 89-116      | Dragić, Wade (17) | Justise Winslow (8)   | Goran Dragić (7)  | Centre Air Canada 20 257       | 3 - 4 |

## Confrontations
| Conférence Est      | Conférence Est                             | Conférence Est                             | Conférence Est                             | Conférence Est                             | Conférence Ouest                           | Conférence Ouest                           | Conférence Ouest                           |
| Division Atlantique | Division Atlantique                        | Division Atlantique                        | Division Atlantique                        | Division Atlantique                        | Division Nord-Ouest                        | Division Nord-Ouest                        | Division Nord-Ouest                        |
| Équipe              | Domicile                                   | Domicile                                   | Extérieur                                  | Extérieur                                  | Équipe                                     | Domicile                                   | Extérieur                                  |
| ------------------- | ------------------------------------------ | ------------------------------------------ | ------------------------------------------ | ------------------------------------------ | ------------------------------------------ | ------------------------------------------ | ------------------------------------------ |
| Boston              | 95-105                                     |                                            | 89-101                                     | 88-98                                      | Denver                                     | 124-119                                    | 98-95                                      |
| Brooklyn            | 105-111                                    | 110-99                                     | 104-98                                     | 102-98                                     | Minnesota                                  | 91-103                                     | 96-84                                      |
| New York            | 95-78                                      | 90-98                                      | 97-78                                      | 98-81                                      | Oklahoma City                              | 97-95                                      | 74-99                                      |
| Philadelphie        | 96-91                                      | 103-98                                     | 112-102                                    |                                            | Portland                                   | 116-109                                    | 93-110                                     |
| Toronto             | 96-76                                      | 94-108                                     | 81-101                                     | 104-112 (OT)                               | Utah                                       | 92-91                                      | 83-98                                      |
|                     | 5–4                                        | 5–4                                        | 5–4                                        | 5–4                                        |                                            | 4–1                                        | 2–3                                        |
| Division            | 10–8                                       | 10–8                                       | 10–8                                       | 10–8                                       | Division                                   | 6–4                                        | 6–4                                        |
| Division Centrale   | Division Centrale                          | Division Centrale                          | Division Centrale                          | Division Centrale                          | Division Pacifique                         | Division Pacifique                         | Division Pacifique                         |
| Equipe              | Domicile                                   | Domicile                                   | Extérieur                                  | Extérieur                                  | Equipe                                     | Domicile                                   | Extérieur                                  |
| Chicago             | 129-111                                    | 106-98                                     | 89-84                                      | 118-96                                     | Golden State                               | 112-118                                    | 103-111                                    |
| Cleveland           | 99-84                                      | 122-101                                    | 92-102                                     |                                            | L.A. Clippers                              | 93-100                                     | 90-104                                     |
| Detroit             | 92-93                                      | 107-89                                     | 81-104                                     | 99-93                                      | L.A. Lakers                                | 101-88                                     | 100-102 (OT)                               |
| Indiana             | 103-100 (OT)                               | 101-93 (OT)                                | 87-90                                      | 83-96                                      | Phoenix                                    | 108-92                                     | 103-95                                     |
| Milwaukee           | 79-91                                      |                                            | 107-103                                    | 108-114                                    | Sacramento                                 | 116-109                                    | 112-106                                    |
|                     | 7–2                                        | 7–2                                        | 4–5                                        | 4–5                                        |                                            | 3–2                                        | 2–3                                        |
| Division            | 11–7                                       | 11–7                                       | 11–7                                       | 11–7                                       | Division                                   | 5–5                                        | 5–5                                        |
| Division Sud-Est    | Division Sud-Est                           | Division Sud-Est                           | Division Sud-Est                           | Division Sud-Est                           | Division Sud-Ouest                         | Division Sud-Ouest                         | Division Sud-Ouest                         |
| Equipe              | Domicile                                   | Domicile                                   | Extérieur                                  | Extérieur                                  | Equipe                                     | Domicile                                   | Extérieur                                  |
| Atlanta             | 92-98                                      | 105-87                                     | 100-88                                     | 115-111                                    | Dallas                                     | 106-82                                     | 93-90                                      |
| Charlotte           | 104-94                                     | 106-109                                    | 81-99                                      | 98-95                                      | Houston                                    | 109-89                                     | 102-115                                    |
|                     |                                            |                                            |                                            |                                            | Memphis                                    | 100-97                                     | 90-99 (OT)                                 |
| Orlando             | 108-97                                     | 118-96                                     | 108-101                                    | 109-112                                    | New Orleans                                | 94-88 (OT)                                 | 113-99                                     |
| Washington          | 103-114                                    | 114-94                                     | 97-75                                      | 87-106                                     | San Antonio                                | 101-119                                    | 88-112                                     |
|                     | 5–3                                        | 5–3                                        | 5–3                                        | 5–3                                        |                                            | 4–1                                        | 2–3                                        |
| Division            | 10–6                                       | 10–6                                       | 10–6                                       | 10–6                                       | Division                                   | 6–4                                        | 6–4                                        |
| Conférence          | 31–21 (Domicile : 17–9; Extérieur: 14–12)  | 31–21 (Domicile : 17–9; Extérieur: 14–12)  | 31–21 (Domicile : 17–9; Extérieur: 14–12)  | 31–21 (Domicile : 17–9; Extérieur: 14–12)  | Conférence                                 | 17–13 (Domicile : 11–4 ; Extérieur : 6–9)  | 17–13 (Domicile : 11–4 ; Extérieur : 6–9)  |
| Total               | 48–34 (Domicile : 28–13; Extérieur: 20–21) | 48–34 (Domicile : 28–13; Extérieur: 20–21) | 48–34 (Domicile : 28–13; Extérieur: 20–21) | 48–34 (Domicile : 28–13; Extérieur: 20–21) | 48–34 (Domicile : 28–13; Extérieur: 20–21) | 48–34 (Domicile : 28–13; Extérieur: 20–21) | 48–34 (Domicile : 28–13; Extérieur: 20–21) |

## Effectif actuel
| Heat de Miami Effectif actuel |    |                        |                   |                           |
| Entraîneur : Erik Spoelstra   |    |                        |                   |                           |
| Ailier fort                   | 1  | Drapeau des États-Unis | Chris Bosh (C)    | Georgia Tech              |
| Ailier                        | 9  | /                      | Luol Deng         | Duke                      |
| Meneur                        | 7  | Drapeau de la Slovénie | Goran Dragić      | Slovénie                  |
| Arrière, Ailier               | 14 | Drapeau des États-Unis | Gerald Green      | Gulf Shores Academy (TX)  |
| Ailier fort                   | 40 | Drapeau des États-Unis | Udonis Haslem (C) | Florida                   |
| Arrière                       | 2  | Drapeau des États-Unis | Joe Johnson       | Arkansas                  |
| Arrière                       | 8  | Drapeau des États-Unis | Tyler Johnson     | Fresno State              |
| Ailier fort, Pivot            | 4  | Drapeau des États-Unis | Josh McRoberts    | Duke                      |
| Arrière                       | 0  | Drapeau des États-Unis | Josh Richardson   | Tennessee                 |
| Ailier fort                   | 5  | Drapeau des États-Unis | Amar'e Stoudemire | Cypress Creek High School |
| Arrière                       | 3  | Drapeau des États-Unis | Dwyane Wade (C)   | Marquette                 |
| Meneur                        | 12 | Drapeau des États-Unis | Briante Weber     | VCU                       |
| Pivot                         | 21 | Drapeau des États-Unis | Hassan Whiteside  | Marshall                  |
| Ailier                        | 20 | Drapeau des États-Unis | Justise Winslow   | Duke                      |
| Ailier, arrière               | 11 | Drapeau des États-Unis | Dorell Wright     | South Kent HS             |
| (C) Capitaine - Blessé        |    |                        |                   |                           |

## Contrats et salaires 2015-2016
| Joueur            | Poste      | Âge        | Exp        | Contrat                 | Salaire 2015-2016 | Fin du contrat |
| ----------------- | ---------- | ---------- | ---------- | ----------------------- | ----------------- | -------------- |
| Joueurs actuels   |            |            |            |                         |                   |                |
| Chris Bosh        | PF         | 31         | 12         | 118 705 300 $ sur 5 ans | 22 192 730 $      | 2019           |
| Luol Deng         | SF         | 30         | 11         | 19 866 073 $ sur 2 ans  | 10 151 612 $      | 2016           |
| Goran Dragić      | SG         | 29         | 7          | 85 002 250 $ sur 5 ans  | 14 783 000 $      | 2020           |
| Gerald Green      | SG         | 29         | 8          | 1 356 146 $ sur 1 an    | 947,276 $         | 2016           |
| Udonis Haslem     | PF         | 35         | 12         | 5 586 940 $ sur 2 ans   | 2 854 940 $       | 2016           |
| Joe Johnson       | SF         | 34         | 14         | 415,000 $ sur 1 an      | 261,894 $         | 2016           |
| Tyler Johnson     | SG         | 22         | 1          | 1 045 009 $ sur 2 ans   | 845,059 $         | 2016           |
| Josh McRoberts    | PF         | 28         | 8          | 22 652 350 $ sur 4 ans  | 5 543 725 $       | 2018           |
| Josh Richardson   | SG         | 22         | 0          | 2 414 475 $ sur 3 ans   | 525,093 $         | 2018           |
| Amar'e Stoudemire | PF         | 33         | 13         | 1 499 187 $ sur 1 an    | 947,276 $         | 2016           |
| Dwyane Wade       | SG         | 33         | 12         | 20 000 000 $ sur 1 an   | 20 000 000 $      | 2016           |
| Briante Weber     | SG         | 23         | 0          | 1 900 000 $ sur 3 ans   | 12,355 $          | 2019           |
| Hassan Whiteside  | C          | 26         | 3          | 1 751 229 $ sur 2 ans   | 981,348 $         | 2016           |
| Justise Winslow   | SF         | 19         | 0          | 5 075 160 $ sur 2 ans   | 2 481 720 $       | 2019           |
| Dorell Wright     | SF         | 30         | 11         | 17,600 $ sur 1 an       | 11,144 $          | 2016           |
| Joueurs coupés    |            |            |            |                         |                   |                |
| Beno Udrih        | PG         | 33         | 11         | -                       | 2 080 465 $       | -              |
|                   |            |            |            |                         |                   |                |
| Total             | Total      | Total      | Total      | Total                   | 84 619 637 $      | Différence     |
| Salary Cap        | Salary Cap | Salary Cap | Salary Cap | Salary Cap              | 70 000 000 $      | - 14 619 637 $ |
| Luxury Tax        | Luxury Tax | Luxury Tax | Luxury Tax | Luxury Tax              | 84 700 000 $      | - 27,328 $     |

- 2016 = Joueur agent libre en fin de saison.
- 2016 = Joueur agent libre restreint en fin de saison.

## Transferts

### Échanges
| Juillet          | Juillet                                                  | Juillet | Juillet                 |
| ---------------- | -------------------------------------------------------- | --- | ----------------------- |
| 27 juillet 2015  | Échange à deux équipes                                   | Échange à deux équipes | Échange à deux équipes  |
| 27 juillet 2015  | Vers Heat de Miami - Second tour de draft 2016 (protégé) | Vers Magic d'Orlando - Shabazz Napier | [ 2 ]                   |
| 27 juillet 2015  | Échange à deux équipes                                   | |                         |
| 27 juillet 2015  | Vers Heat de Miami - Second tour de draft 2019 (protégé) | Vers Celtics de Boston - Zoran Dragić - Second tour de draft 2020 - Cash considerations | [ 3 ]                   |
| Novembre         |                                                          | |                         |
| 10 novembre 2015 | Échange à deux équipes                                   | Échange à deux équipes | Échange à deux équipes  |
| 10 novembre 2015 | Vers Heat de Miami - Jarnell Stokes - Beno Udrih         | Vers Grizzlies de Memphis - Mario Chalmers - James Ennis | [ 4 ]                   |
| Février          |                                                          | |                         |
| 16 février 2016  | Échange à trois équipes                                  | Échange à trois équipes | Échange à trois équipes |
| 16 février 2016  | Vers Heat de Miami - Brian Roberts (de Charlotte)        | Vers Grizzlies de Memphis - Chris Andersen (de Miami) - P. J. Hairston (de Charlotte) - Second tour de draft 2017 (de Miami - protégé) - Second tour de draft 2018 (de Charlotte) - Second tour de draft 2019 (de Brooklyn via Charlotte) - Second tour de draft 2019 (de Boston via Miami - protégé) | [ 5 ]                   |
| 16 février 2016  | Vers Heat de Miami - Brian Roberts (de Charlotte)        | Vers Hornets de Charlotte - Courtney Lee (de Memphis) - Compensation financière (de Memphis) | [ 5 ]                   |
| 18 février 2016  | Échange à deux équipes                                   | Échange à deux équipes | Échange à deux équipes  |
| 18 février 2016  | Vers Heat de Miami - Second tour de draft 2018 (protégé) | Vers Pelicans de La Nouvelle-Orléans - Jarnell Stokes - Cash considerations | [ 6 ]                   |
| 18 février 2016  | Échange à deux équipes                                   | |                         |
| 18 février 2016  | Vers Heat de Miami - Cash considerations                 | Vers Trail Blazers de Portland - Brian Roberts - Second tour de draft 2021 | [ 7 ]                   |

### Joueurs qui re-signent
| Date       | Joueur       | Contrat                                                                    | Référence |
| ---------- | ------------ | -------------------------------------------------------------------------- | --------- |
| 9 juillet  | Goran Dragić | Contrat de 85 000 000 $ sur 5 ans (Option joueur pour la saison 2019-2020) | [ 8 ]     |
| 10 juillet | Dwyane Wade  | Contrat de 20 000 000 $ sur 1 an                                           | [ 9 ]     |

#### Options joueur et équipe
| Date    | Joueur    | Option                                                            |
| ------- | --------- | ----------------------------------------------------------------- |
| 29 juin | Luol Deng | Exerce son option joueur de 10 150 000 $ pour la saison 2015-2016 |

### Arrivées

#### Via draft
| Date      | Joueur          | Draft                          | Contrat                                                                         | Provenance              | Référence |
| --------- | --------------- | ------------------------------ | ------------------------------------------------------------------------------- | ----------------------- | --------- |
| 3 juillet | Justise Winslow | Draft 2015, Tour 1, choix n°10 | Contrat de 5 080 000 $ sur 2 ans (Option d’équipe pour les saisons 2017 à 2019) | Blue Devils de Duke     | [ 10 ]    |
| 3 août    | Josh Richardson | Draft 2015, Tour 2, choix n°40 | Contrat de 2 400 000 $ sur 3 ans (Option d’équipe pour la saison 2018-2019)     | Volunteers du Tennessee | [ 11 ]    |

#### Via agent libre
| Date       | Joueur            | Contrat                         | Provenance          | Référence |
| ---------- | ----------------- | ------------------------------- | ------------------- | --------- |
| 9 juillet  | Gerald Green      | Contrat de 1 350 000 $ sur 1 an | Suns de Phoenix     | [ 12 ]    |
| 10 juillet | Amar'e Stoudemire | Contrat de 1 500 000 $ sur 1 an | Mavericks de Dallas | [ 13 ]    |
| 27 février | Joe Johnson       | Contrat de 414,000 $ sur 1 an   | Nets de Brooklyn    | [ 14 ]    |

#### Via Trade
| Date        | Joueur(s) ou tour(s) de draft        | Provenance                      |
| ----------- | ------------------------------------ | ------------------------------- |
| 27 juillet  | Second tour de draft 2016 (si 56-60) | Magic d'Orlando                 |
| 27 juillet  | Second tour de draft 2019 (si 56-60) | Celtics de Boston               |
| 10 novembre | Jarnell Stokes Beno Udrih            | Grizzlies de Memphis            |
| 16 février  | Brian Roberts                        | Hornets de Charlotte            |
| 18 février  | Second tour de draft 2018 (si 56-60) | Pelicans de La Nouvelle-Orléans |

### Départs

#### Via agent libre
Aucun départ

#### Via Trade
| Date        | Joueur(s) ou tour(s) de draft                                                                       | Provenance                      |
| ----------- | --------------------------------------------------------------------------------------------------- | ------------------------------- |
| 27 juillet  | Shabazz Napier                                                                                      | Magic d'Orlando                 |
| 27 juillet  | Zoran Dragić Second tour de draft 2020                                                              | Celtics de Boston               |
| 10 novembre | Mario Chalmers James Ennis                                                                          | Grizzlies de Memphis            |
| 16 février  | Chris Andersen Second tour de draft 2017 (si 31-40) Second tour de draft 2019 (de Boston, si 56-60) | Grizzlies de Memphis            |
| 18 février  | Jarnell Stokes                                                                                      | Pelicans de La Nouvelle-Orléans |
| 18 février  | Brian Roberts Second tour de draft 2021                                                             | Trail Blazers de Portland       |

#### Via Waived
| Date       | Joueur                                                                | Commentaire                                               |
| ---------- | --------------------------------------------------------------------- | --------------------------------------------------------- |
| 27 juillet | Bill Walker                                                           | Libéré                                                    |
| 19 octobre | Corey Hawkins                                                         | Non retenu dans l'équipe après les camps d’entraînements  |
| 24 octobre | Keith Benson Tre Kelley John Lucas III Briante Weber Greg Whittington | Non retenus dans l'équipe après les camps d’entraînements |
| 29 février | Beno Udrih                                                            | Libéré - bought out                                       |